# Сутінкове місто
«Сутінкове місто» (англ. Bled) — американський кінофільм режисера Крістофера Хатсона, що вийшов на екрани в 2009 році.

## Сюжет
Саї – творча натура, вона блукає в пошуках натхнення для своїх нових картин. Усе здається дуже банальним і нудним, однак її новий знайомий сповнений таємниць, якими, здається, він готовий поділитися з Саї. Хоч нотка жаху і просочує все спілкування з ним, дівчина не може встояти перед відкритим для неї світом вампірів.

## У ролях
| Актор             | Роль |
| ----------------- | ---- |
| Сара Фарукуа      | -    |
| Кріс Іван Севік   | -    |
| Алекс Петрович    | -    |
| Мішель Морроу     | -    |
| Джонатан Олдхем   | -    |
| Арік Грін         | -    |
| Кімберлі Роу      | -    |
| Моніка Хантінгтон | -    |
| Воррен Дрейпер    | -    |
| Дічен Лакмен      | -    |

## Знімальна група
- Режисер — Крістофер Хатсон
- Сценарист — Скаллі Ессекс
- Продюсер — Джеффрі Аллард, Крістофер Хатсон, Бріджет Аллард
- Композитор — Кріс Казміер